# Räismäjärvet
Räismäjärvet är en sjö i Kiruna kommun i Lappland och ingår i Torneälvens huvudavrinningsområde. Sjön har en area på 0,118 kvadratkilometer och ligger 319,1 meter över havet.

## Delavrinningsområde
Räismäjärvet ingår i det delavrinningsområde (753329-177891) som SMHI kallar för Ovan 753290-178080. Medelhöjden är 316 meter över havet och ytan är 10,56 kvadratkilometer. Räknas de 337 avrinningsområdena uppströms in blir den ackumulerade arean 4 919,97 kvadratkilometer. Lainioälven som avvattnar avrinningsområdet har biflödesordning 2, vilket innebär att vattnet flödar genom totalt 2 vattendrag innan det når havet efter 307 kilometer. Avrinningsområdet består mestadels av skog (83 procent). Avrinningsområdet har 0,79 kvadratkilometer vattenytor vilket ger det en sjöprocent på 7,4 procent.